# 彭勃 (1955年)
彭勃（1955年8月—），河南省洛宁县底张乡磨头村人。中国人民解放军中将。

## 生平
1970年12月入伍。历任战士、班长、排长、连长、营长，师作训科副科长，团参谋长、团长，师参谋长、副师长、一一六师师长，三十九集团军参谋长。2005年任沈阳军区四十集团军军长。2012年12月任兰州军区副司令员。2014年7月晋升中将军衔。2015年12月31日，进入新成立的中国人民解放军陆军首任领导班子，出任副司令员。
1998年夏天，曾率部参加东北地区抗洪抢险，中央电视台《新闻联播》节目予以专题报道。2002年，中央军委选调7人赴俄罗斯深造大兵团作战科目一年，彭勃为其中之一。